# مسعود (ملحن)
مسعود (بالفارسية: مسعود فولادی) هو فنان وملحن ومنتج أسطوانات ودي جيه إيراني، ولد في 22 مايو 1985 في بندر أنزلي في إيران.

## وصلات خارجية
- الموقع الرسمي
- مسعود على موقع ميوزك برينز (الإنجليزية)
- مسعود على موقع أول ميوزيك (الإنجليزية)
- مسعود على موقع ديسكوغز (الإنجليزية)